# Malva Schalek

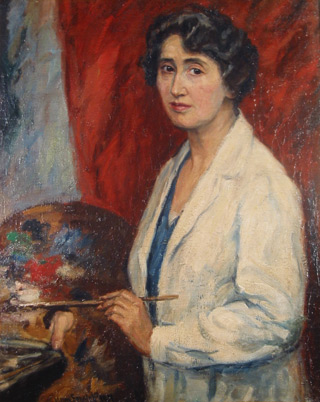
Selbstporträt von Malva Schalek

Malva Schalek (18. Februar 1882 in Prag, Österreich-Ungarn – nach dem 18. Mai 1944 im KZ Auschwitz; auch Malvina Schalkova) war eine österreichische jüdische Malerin.

## Leben
Malva Schalek wurde als jüngstes von vier Kindern einer deutsch-jüdischen Familie in Prag geboren. Der Vater besaß eine Buchhandlung im 1. Bezirk, die ein wichtiger Treffpunkt von Intellektuellen war. Nach seinem Tod im Jahr 1889 führte die Mutter die Buchhandlung einige Jahre weiter und gestaltete in dieser Zeit auch eine Art literarischen Salon. Sie wuchs zweisprachig auf und besuchte in Prag deutschsprachige Schulen. Als ihre Mutter den Arzt Dr. Ludwig Schnitzer heiratete und die Familie nach Vrchlabí (Hohenelbe) im Riesengebirge zog, absolvierte sie dort die letzte Klasse der Mädchenoberschule.
Nach der Schule begann sie ein Kunststudium an der Damenakademie in München, das sie in Wien in privatem Unterricht bei der Porträtmalerin Marie Olga Rosenthal-Hatschek und durch das Kopieren der Bilder der alten Meister fortsetzte. Ihren Lebensunterhalt verdiente sie von 1916 bis Juli 1938 als Malerin in Wien in ihrem Atelier direkt über dem Theater an der Wien, bis sie zur Flucht vor den Nationalsozialisten gezwungen wurde und dabei all ihre Bilder zurücklassen musste. Nur etwa 30 Werke aus dieser Zeit sind wieder aufgetaucht, zwei davon wurden im Historischen Museum von Wien gefunden. Eines von ihnen, ein in Ölfarbe ausgeführtes, fast lebensgroßes Porträt des Schauspielers Max Pallenberg, wurde 2006, im Zuge der Wiedergutmachung, von der Wiener Restitutionskommission zur Rückgabe an die Rechtsnachfolger bestimmt.

### Verfolgung und Ermordung
Schalek wurde im Februar 1942 nach Theresienstadt deportiert, wo sie mehr als 100 Zeichnungen und Gemälde mit Wasserfarben produzierte, die das Leben im Lager darstellten. Weil sie sich weigerte, einen mit den Nazis kollaborierenden Arzt zu porträtieren, wurde sie am 18. Mai 1944 nach Auschwitz deportiert und dort ermordet, was spätestens am 24. März 1945 bestätigt wurde. Ihre Freundin Anna Auředniček schilderte die Umstände nach dem Krieg:

„Ich könnte von tausenden Frauen berichten, die in der Gaskammer umkamen oder infolge von Hunger, Krankheit, Entkräftung zugrunde gingen. Doch ich will hier nur das Schicksal einer tapferen Künstlerin schildern, deren Name in Wiener Künstlerkreisen bekannt ist und von deren Heldentum nur ich weiß. Und weil ich allein das Heldentum dieser bescheidenen künstlerischen Seele kenne, so erachte ich es für meine Pflicht, einige Zeilen über die Malerin Malva Schalek zu schreiben. […] Die zarte, schlanke Gestalt mit dem durchgeistigten Gesicht war überall zu sehen, wo Künstlerinnen zu Worte kamen, und sie hatte viele Freunde. Immer allzu bescheiden, drängte sie sich nie in den Vordergrund; sie zeichnete, malte, war ganz Künstlerin. […] Malva Schalek hatte kein leichtes Leben […]. Beim Einzug der Nazi floh sie, wie so viele ihrer Landsleute, in ihre Vaterstadt, aber sie entging auch dort ihrem Schicksal nicht. […] Mit vorbildlicher Geduld trug die Künstlerin ihr bitteres Los, obwohl ihr feines Gesicht immer schmächtiger, die Gestalt immer zarter wurde und das gewellte dunkle Haar von Silberfäden durchzogen war. […] Die Verwaltung war auf die Künstlerin aufmerksam gemacht worden, und sie durfte zu ihrer Freude viele interessante Skizzen und Zeichnungen von Theresienstadt machen. […] Obwohl die Verwaltung über der Künstlerin die schützende Hand hielt, entging sie dem furchtbaren Schicksal nicht. Ihr heldisches Wesen wurde ihr Unglück. […] Als [ein mit der SS kollaborierender Arzt] Malva Schalek an der Arbeit sah, ersuchte er sie, ihn auch zu porträtieren. Die Künstlerin lehnte den Auftrag […] ab. […] Noch ein zweites Mal war ich Zeugin, wie der wohlgenährte, selbstbewußte, von sämtlichen ausgezeichneten Ärzten, die es in Theresienstadt gab, gefürchtete Mann die Malerin ersuchte, sein Porträt zu zeichnen oder zu malen. Auch diesmal fand Malva Schalek eine Ausrede; die Aufforderung des Doktors war diesmal nicht mehr bittend, eher leicht drohend gewesen. ‚Ich zeichne den charakterlosen Lumpen nicht, und wenn es mich den Kopf kostet‘ […].“

Malva Schalek war ledig und ist kinderlos geblieben. Ihre Nichte war Lisa Fittko.

## Werk
Ihr Werk, besonders ihre Zeichnungen vom Lager in Theresienstadt, ist von einem nüchternen Realismus. Die Zeichnungen wurden von Tom L. Freudenheim, Direktor des Kunstmuseums von Baltimore, 1978 als „vielleicht das beste und vollständigste künstlerische Oeuvre, das den Holocaust überlebt hat“, beschrieben. Ihre Zeichnungen wurden nach der Befreiung in einem Versteck gefunden. Heute befinden sie sich zum größten Teil in der Kunstsammlung des Hauses der Ghettokämpfer im Kibbuz Lochamej haGeta’ot in Israel.

## Ausstellungen (Auswahl)
- 1910: Frauenkunst-Ausstellung der Wiener Secession („Feine Farbenakkorde geben die Interieurs von Hilda Kotanyi und Malva Schalek“).[5]
- 1911: Herbstausstellung der Künstlergenossenschaft im Künstlerhaus Wien („zwei Porträts, von Malva Schalek recht solid studiert“).[6]
- 1915: Ausstellung bildender Künstler Österreichs in der Zedlitzhalle („ein tüchtiges Porträt“).[7]
- 1916:
  - 480. Ausstellung des Österreichischen Kunstvereins („Ganz seriöse Beachtung unter den recht zahlreichen Malerinnen dieser Ausstellung heischt Malva Schalek mit ihren Interieurs und Landschaften“).[8] Sie erhielt einen Preis für die Bilder „Interieur bei Georg Reimers“ und „Johann Strauß-Zimmer bei Josef Simon“.[9]
  - Ausstellung des Österreichischen Kunstvereins (u. a. Bild „Dorf bei Leitmeritz im Regen“).[10]
  - Ausstellung des Österreichischen Kunstvereins („Zwei Bilder von Malva Schalek, ein ‚Interieur‘ und eine brillante ‚Beleuchtungsstudie‘, lassen wieder die Künstlerin von Rang erkennen, die man im Kunstverein nicht missen möchte“).[11]
- 1917:
  - 16. Ausstellung des Albrecht-Dürer-Bundes („ein ausdrucksvolles Bildnis von Malva Schalek“).[12]
  - Ausstellung des Österreichischen Künstlerbundes („delikat das Porträt einer schönen Frau von Malva Schalek“).[13]
  - Ausstellung des Wirtschaftsverbandes („alles Lob verdienen auch die Blumenstücke von Elsa Schwarz, Malva Schalek […]“).[14]
  - 2. Ausstellung des Kunstvereines in Baden (Ölgemälde „Junges Mädchen“).[15]
  - Herbstausstellung des Wirtschaftsverbandes bildender Künstler („Koloristisch viel bemerkenswerter ist das Interieur von Malva Schalek, dessen breites Gold-Purpur überaus farbenfreudig zusammenklingt“).[16]
- 1918:
  - Jahresausstellung des Albrecht-Dürer-Bundes.[17]
  - Ausstellung des Oesterreichischen Künstlerbundes („Sinnliche Kraft verrät die in schöner Weise sich entwickelnde Malva Schalek in ihrem ‚Liegenden Akt‘“).[18] („Malva Schalek nähert sich weit mehr der herkömmlichen Malerei. Aber ihr ‚Vorstadtmädel‘ weist eine wirklichkeitsfrohe Lebendigkeit, gehoben durch feine Farbennuancierung auf. Ein stärkeres Zupacken zeigt ihr zweites Bild ‚Im Morgenkleide‘ auf, dessen sparsame Farbengebung auf fast tonlosem Hintergrunde eigenartige Wirkung ausstrahlt. Die Modellierung des Kopfes ist besonders gut.“).[19]
  - 3. Ausstellung des Kunstvereines in Baden („Malva Schalek bietet in dem Oelgemälde ‚Liegender Akt‘ einen brillant ausgeführten Kopf, während der Körper nicht sonderlich geglückt ist. Ihrem ‚Vorstadtmädel‘ ist besondere Lebenswahrheit nachzurühmen.“).[20]
  - Herbstausstellung der Künstlergenossenschaft im Künstlerhaus („Es folgt ein kleiner Raum mit Bildern von Malva Schalek (das einfallende Sonnenlicht sehr hübsch festgehalten)“).[21]
- 1919:
  - Ausstellung des Wirtschaftsverbandes bildender Künstler (Bild „Weiblicher Akt“).[22]
  - Frühjahrsausstellung des Österreichischen Künstlerbundes („Malva Schalek mit ihren trefflich charakterisierten Gestalten in ‚Gefährten‘“).[23][24]
  - Protestausstellung im Palmenhaus des Kaisergartens[25][26]
- 1920: Ausstellung des Österreichischen Künstlerbundes[27]
- 1922:
  - Frühjahrsausstellung der Künstlergenossenschaft im Künstlerhaus[28]
  - Jahresausstellung des Albrecht-Dürer-Bundes[29]
- 1923: 17. Jahresausstellung des Österreichischen Künstlerbundes („Mit Anerkennung ist Malva Schalek zu nennen, von der zahlreiche Porträts, Interieurs und Stilleben zu sehen sind, darunter einiges sehr Beachtenswerte“).[30]
- 1926:
  - Kollektivausstellung mit Hedwig Brecher-Eibuschitz im Kunstsalon C. J. Wawra.[31][32] („Trotz der Fülle des Geschaffenen, der Zahl nach und den sachlichen Gebieten – es gibt Porträts, Interieurs, Blumenstücke und Stilleben – läßt kein Bild die sorgfältige Durchführung vermissen, die der Künstlerin eigen ist. Am ansprechendsten sind wohl die bewegter erfaßten Pastellporträts, so der ausdrucksvoll lebhafte Kopf der Schriftstellerin Maria Peteani, der Frau Ingenieur Pollak und andre dieser Reihe.“).[33]
  - Sommerausstellung des Österreichischen Künstlerbundes[34]
  - Kunstausstellung zum 40-jährigen Bestehen des Vereins der Schriftstellerinnen und Künstlerinnen Wien[35]
- 1927: 21. Jahresausstellung des Österreichischen Künstlerbundes[36]
- 1928: Herbstausstellung des Österreichischen Künstlerbundes[37]
- 1929:
  - Jahresausstellung des Österreichischen Künstlerbundes[38]
  - 2. gemeinsame Ausstellung von Kunstgemeinschaft und Österreichischem Künstlerbund[39]
- 1934:
  - Kollektivausstellung mit Hedwig Brecher-Eibuschitz im Kunstverein Prag[40]
  - Ausstellung der Kunstgemeinschaft[41]
- 1937: Frühjahrsausstellung der Kunstgemeinschaft[42]

## Galerie

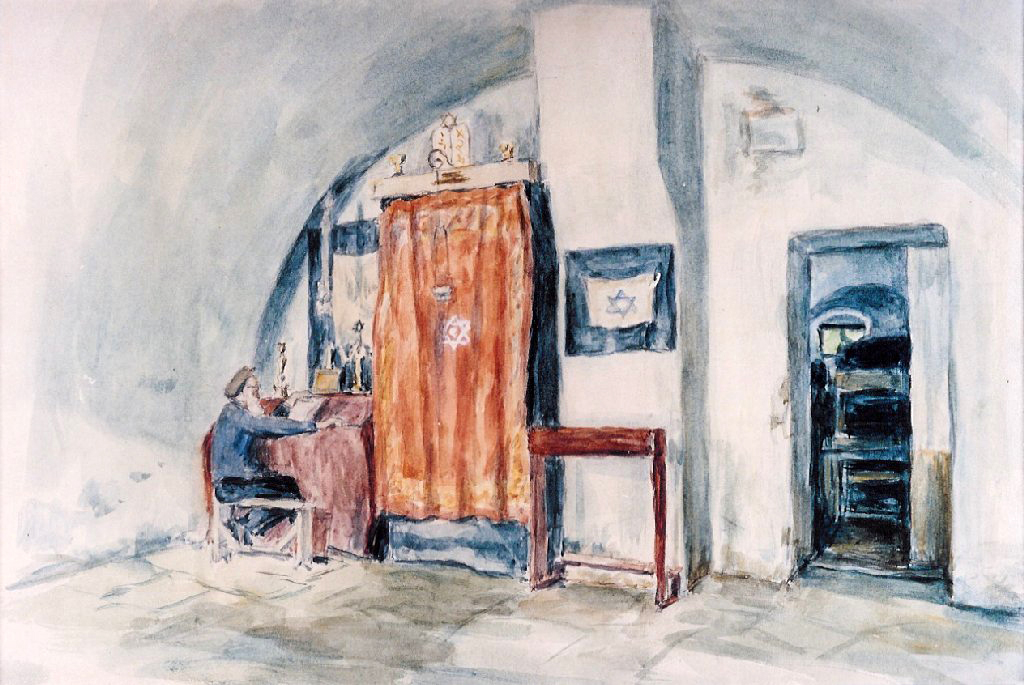
Synagoge in Theresienstadt, zwischen 1942 und 1944
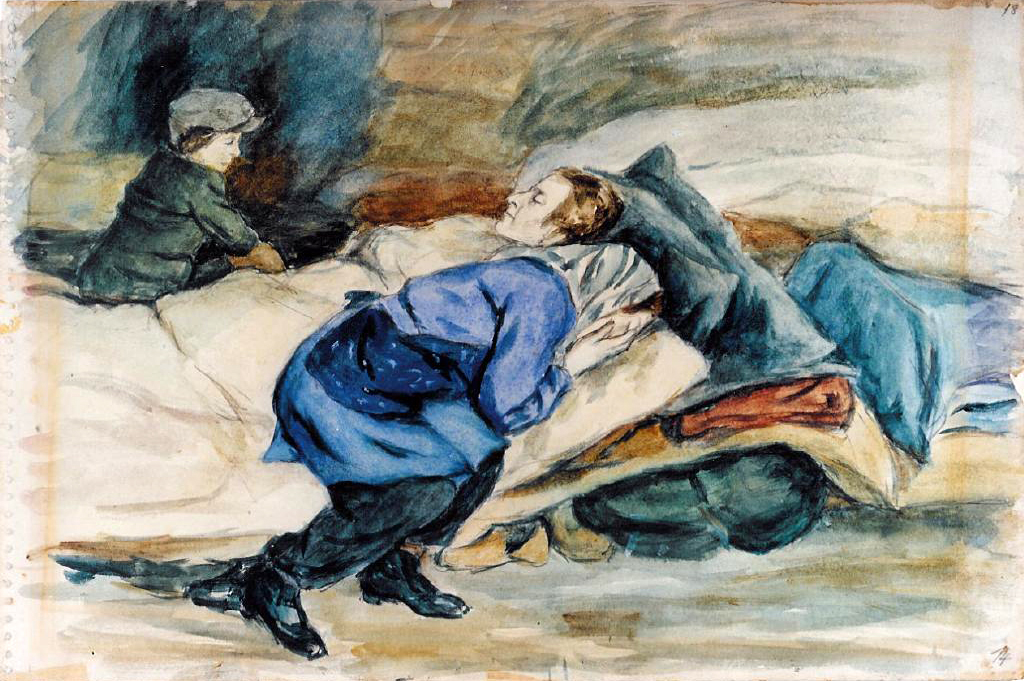
Ankunft in Theresienstadt, zwischen 1942 und 1944
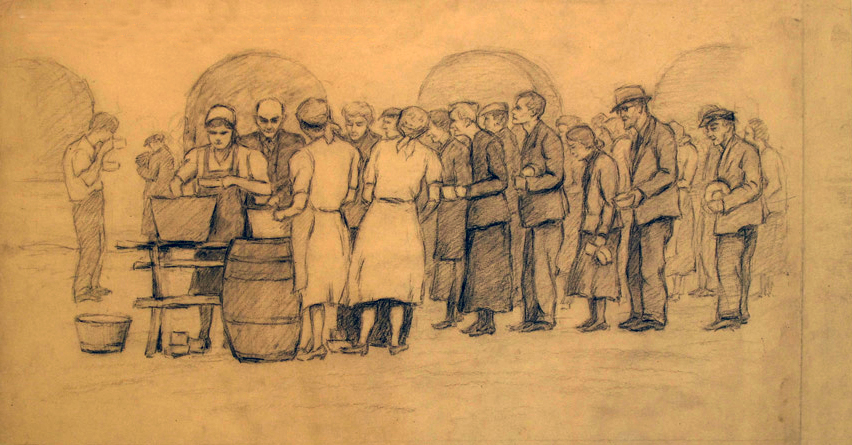
Zwischen 1942 und 1944

## Gedenken
Ein nach ihr benannter Gemeindebau in der Dürergasse 5, 1060 Wien erinnert an die Künstlerin Malva Schalek.
Die Wanderausstellung “Die Schaleks – eine mitteleuropäische Familie. Fünf Biografien erzählen 100 Jahre Geschichte” des Publizisten Ralf Pasch in Zusammenarbeit mit dem Deutschen Kulturforum östliches Europa erzählt seit 2018 die Geschichte Mitteleuropas im 20. Jahrhundert anhand von fünf Biografien von Mitgliedern der deutsch-jüdisch-tschechischen Familie Schalek, u. a. die von Malva Schalek und Lisa Fittko, und wird international präsentiert.